# Johann Buchner (Politiker, 1950)
Johann Buchner  (* 18. September 1950 in Niedernsill) ist ein ehemaliger österreichischer Politiker (FPÖ) und Landesbediensteter. Er war von 1984 bis 1993 Abgeordneter zum Salzburger Landtag und von 1993 bis 2005 Direktor des Landesrechnungshofes.

## Ausbildung und Beruf
Johann Buchner besuchte von 1957 bis 1961 die Volksschule in Niedernsill und wechselte danach zum Besuch der Hauptschule von 1961 bis 1965 nach Mittersill. Er setzte seine Ausbildung zwischen 1965 und 1968 an der Handelsschule in Zell am See fort und absolvierte danach von 1968 bis 1971 die Abendschule zur Vorbereitung auf die Matura für Handelsakademien. 1971 konnte er schließlich die Extemistenmatura an der Handelsakademie Salzburg ablegen. Er begann im Anschluss 1971 ein Studium der Politikwissenschaften und Nationalökonomie an der Universität Salzburg und promovierte 1977 in Salzburg zum Doktor der Philosophie (Dr. phil.). Zudem studierte er von 1976 bis 1977 an der Berufspädagogischen Akademie in Innsbruck und  legte dort die Lehramtsprüfung für Berufsschulen ab.
Beruflich war Buchner von 1968 bis 1973 als kaufmännischer Angestellter und Buchhalter in Niedernsill und Zell am See tätig. Er arbeitete danach von 1973 bis 1984 als Berufsschullehrer in Salzburg und war zudem von 1977 bis 1983 als Sekretär des FPÖ-Landtagsklubs beschäftigt. Er war danach von 1983 bis 1984 Sekretär von Landesrat Sepp Wiesner und war von 1980 bis 1983 auch politischer Referent und 1984 Medienreferent der FPÖ Salzburg. Nach seiner Zeit als Klubobmann im Landtag war Buchner von 1992 bis 1993 als Beamter beim Amt der Salzburger Landesregierung beschäftigt, danach wirkte er vom 1. Juli 1993 bis zum 31. Jänner 2005 als Direktor des Landesrechnungshofes. Er wurde im Jahr 2000 zum Hofrat ernannt.  Seit Rücktritt als Direktor des Landesrechnungshofes erfolgte krankheitsbedingt.

## Politik und Funktionen
Buchner trat im Jahr 1977 der Freiheitlichen Partei Österreichs bei. Er war innerparteilich von 1987 bis 1992 als Landesparteiobmann-Stellvertreter der Freiheitlichen Partei Salzburg, des Weiteren war er  Mitglied der Landes- und Bundesparteileitung sowie des Landesparteivorstandes der Freiheitlichen Partei Salzburgs. Buchner vertrat die FPÖ Salzburg vom 16. Mai 1984 bis zum 18. Mai 1993 im Salzburger Landtag und hatte von 1984 bis 1992 die Funktion des Klubobmanns des FPÖ-Landtagsklubs inne.